# Stupidity (album de Bad Manners)
Pour l’article homonyme, voir Stupidity.
Albums de Bad Manners
Heavy Petting
(1997)
Stupidity est le neuvième album studio de Bad Manners, sorti le 17 juin 2003.

## Liste des pistes
| No  | Titre                      | Auteur            | Durée |
| --- | -------------------------- | ----------------- | ----- |
| 1.  | Fatman                     |                   |       |
| 2.  | Can't Take My Eyes off You | Crewe/Gaudio      |       |
| 3.  | Happy                      |                   |       |
| 4.  | What Ya Gonna Do           |                   |       |
| 5.  | Black Night                | Blackmore         |       |
| 6.  | I'm a Mummy                | Mark E. Smith     |       |
| 7.  | Way out Mummy              | Mark E. Smith     |       |
| 8.  | Teddy Bears Picnic         | J.W. Bratton      |       |
| 9.  | Cider Drinker              | The Wurzels       |       |
| 10. | Tossin                     |                   |       |
| 11. | Dat Think There            | Pluto Shevrington |       |
| 12. | I Don't Care               |                   |       |
| 13. | Do Nothing                 | Golding           |       |
| 14. | Hoots Mon                  |                   |       |
| 15. | Manners Knees-Up           |                   |       |

## Formation
- Buster Bloodvessel - Chant & Production
- Louis Alphonso - Guitare, Clavier & Production
- Alan Perry - Saxophone alto & Chœurs
- Lee Thompson - Basse
- Rickesh Macwana - Clavier
- Trevor Irving - Trompette
- Warren Middleton - Trombone
- Matt Godwin - Saxophone
- Tony 'Treacle' Richardson - Saxophone
- Tony Ardin - Saxophone
- Carlton Hunt - Batterie
- Russel Wynn - Percussion
- Simon Cuell - Guitare, Chœurs & Production
- Chris Bull - Trompettes
- Trevor Swift - Saxophone
- John Gale - Saxophone
- Dave Welton - Trombone basse
- Chris Welch - Trompette
- Alex Arudel - Trompette
- Carlton Hunt - Percussion
- Mark Harrison - Batterie
- John Thompson - Basse
- Steve Armstrong - Guitare
- Phil Baptiste - Batterie
- Dave Turner - Harmonica
- Anton O'Dochertaigh - Cornemuse
- Pete Carr - Ingénieur & Production
- Glover - Production
- Engineered by Mikey Miller
- Recorded at 811 Studios, Cowfold, Sussex